# 2021 год в науке
Ниже представлены события произошедшие в 2021 году в сфере науки.
Владимир Путин 25 декабря 2020 года подписал указ о том, что 2021 год в РФ будет Годом науки и технологий.

## Январь
- 6 января — в Китае развёрнута первая в мире интегрированная сеть квантовой связи[1].
- 12 января — в Японии нашли вариант мутировавшего SARS-CoV-2 Lineage P.1[2].
- 14 января — зафиксирован новый температурный рекорд 2020 года[3].
- 15 января — во Франции провели первую в мире трансплантацию двух рук и плеча[4].
- 17 января — первый удачный запуск ракеты LauncherOne и вывод десяти спутников NASA на орбиту[5].

## Февраль
- 9 февраля — ОАЭ успешно вывели «Хоуп» на орбиту Красной планеты[6].
- 8 февраля — в России запущен исследовательский ядерный реактор ПИК[7].
- 10 февраля — китайская миссия Tianwen-1 успешно достигла орбиты Марса[8].
- 28 февраля — в Великобритании упал первый метеорит (Метеорит Винчкомб) с 1991 года[9].

## Март
- 8 марта — открыт самый далёкий квазар с мощными радиоджетами[10].
- 15 марта — на МКС обнаружены неизвестные науке бактерии Methylobacterium[11].

## Апрель
- 15 апреля — учёные создали гибридные эмбрионы человека и обезьяны[12].
- 29 апреля — Китай вывел на орбиту главный модуль своей будущей космической станции Тяньгун или «Небесный дворец»[13].

## Май
- 30 мая — создана самая подробная карта нейронных связей в мозге человека[14].

## Июнь
- 18 июня — в Андах обнаружен новый эндемичный вид дождевой лягушки Pristimantis и назвала её в честь британской рок-группы Led Zeppelin[15].
- 21 июня — в Индии выявили новый штамм коронавируса «дельта плюс»[16].
- 22 июня:
  - Создана вакцина против малярии[17];
  - Разработан революционный способ лечения коронавируса с помощью наноловушек[18].
- 25 июня — китайскими антропологам описан новый вид людей «Человек-дракон» Homo longi[19][20].

## Июль
- 22 июля — американские хирурги впервые провели пересадку искусственного сердца Aeson[21].
- 23 июля:
  - Астрономы Европейской южной обсерватории впервые обнаружили зародыш луны вокруг планеты[22];
  - На дне Индийского океана обнаружили «Око Саурона», гигантская кальдера подводного вулкана[23].
- 26 июля — в Глостершире, в отпечатке, оставленном на поле подковой нашли метеорит, который существовал ещё до образования планет. Возраст составляет ок. 4,6 млрд лет[24].
- 29 июля — открыта новая частица — двойной очарованный тетракварк Тсс+[25].

## Декабрь
- 24 декабря журнал Science сообщил, что сейсмометр SEIS (миссия InSight) зафиксировал столкновение с Марсом крупного метеорита, что было подтверждено спутниковыми наблюдениями за новообразованным 150-километровым кратером[26][27].
- 25 декабря. Запущен телескоп Джеймс Уэбб